# موزامبیک در المپیک تابستانی ۲۰۲۴
کاروان المپیکی موزامبیک، یکی از کاروان‌های شرکت‌کننده در بازی‌های المپیک تابستانی ۲۰۲۴ بود. این دوره از بازی‌ها از ۲۶ ژوئیه تا ۱۱ اوت ۲۰۲۴ (۵ تا ۲۱ امرداد ۱۴۰۳ خورشیدی) به میزبانی پاریس، پایتخت فرانسه برگزار شد. این حضور، دوازدهمین حضور کاروان موزابیک در المپیک پس از نخستین حضور در سال ۱۹۸۰ بود.

## شرکت‌کنندگان
ورزشکاران این کاروان در ورزش‌های زیر به رقابت پرداختند.
| ورزش             | مردان | زنان | مجموع |
| ---------------- | ----- | ---- | ----- |
| دو و میدانی      | ۱     | ۰    | ۱     |
| بوکس             | ۱     | ۱    | ۲     |
| جودو             | ۰     | ۱    | ۱     |
| قایقرانی بادبانی | ۰     | ۱    | ۱     |
| شنا              | ۱     | ۱    | ۲     |
| مجموع            | ۳     | ۴    | ۷     |